# ديك تايلور (سياسي)
ديك تايلور (بالإنجليزية: Dick Taylor)‏ هو سياسي أمريكي، ولد في 5 أبريل 1931 في ألجونا في الولايات المتحدة. حزبياً، نشط في Iowa Democratic Party ‏ والحزب الديمقراطي. وقد انتخب عضو مجلس نواب ولاية ايوا.

## وصلات خارجية
- الموقع الرسمي